# Бобровы (Даровской район)
Бобровы — деревня в Даровском районе Кировской области в составе Даровского городского поселения.

## География
Находится на расстоянии примерно 6 километров по прямой на северо-запад от райцентра поселка  Даровской.

## История
Известна с 1873 года как починок Телегинский 2-й  (1 двор и 7 жителей),  в 1905 4 и 33 соответственно, в 1926 уже деревня Бобровы (Бызинский), 11 хозяйств и 60 жителей, в 1950 38 и 72, в 1989 проживало 279 человек. Настоящее название утвердилось с 1939 года.

## Население
Постоянное население  составляло 308 человек (русские 95%) в 2002 году, 221 в 2010.